# Approche centrée sur la famille
L’approche centrée sur la famille est un ensemble de valeurs, d’attitudes et d’approches cliniques utilisées par les professionnels de la réadaptation et les enseignants pour venir en aide à des enfants ayant des besoins particuliers.
Cette approche met l’accent sur le développement de la compétence parentale et l'implication des parents dans les interventions auprès des enfants.

## Caractéristiques de l'approche
Cette approche reconnaît que chaque famille est unique et qu’elle représente une constante dans la vie de l’enfant. Les membres de la famille sont reconnus comme étant les experts en ce qui concerne les capacités de l’enfant ainsi que l’identification de ses besoins. Un des buts de l’approche centrée sur la famille est d’atteindre une collaboration entre les intervenants et les familles afin de prendre des décisions éclairées à propos des services de soutien qu’ils reçoivent. Ainsi, l’intervenant considère les forces, les besoins et les intérêts de tous les membres de la famille avant de proposer des interventions. Cette approche considère que la famille naturelle d’un enfant représente le milieu de vie le plus susceptible d’assurer le meilleur développement possible pour l’enfant. Il est donc nécessaire de reconnaître et de soutenir les compétences de la famille. L’approche centrée sur la famille vise donc à établir un partenariat avec la famille afin de bâtir des interventions efficaces pour l’enfant, tout en considérant la dynamique familiale de celui-ci. Il s'agit également de mettre l’accent sur le développement de la compétence parentale pour optimiser l’efficacité des interventions dans le milieu de l’enfant.

## Efficacité
De plus en plus, des recherches sont effectuées pour connaître l’efficacité de cette approche autant pour les enfants et leurs parents que pour le système de santé. Parmi les bénéfices rapportés, on note chez les enfants des gains dans le développement de certaines habiletés. Chez les parents, d’autres bénéfices sont identifiables, tels qu’une amélioration des connaissances par rapport au développement de l’enfant, une augmentation de la participation aux programmes de thérapies à domicile, un bien-être psychologique, une augmentation du sentiment de compétence en tant que parent ainsi qu’une augmentation du sentiment d’efficacité et du sentiment de contrôle. Finalement, concernant les bénéfices sur le système de santé, on note une augmentation de la satisfaction des parents envers les soins[source insuffisante].

## Mise en pratique
En ergothérapie, l’intégration de cette approche nécessite que les ergothérapeutes comprennent et mettent en lumière les activités significatives à reprendre pour l’enfant et sa famille. Ainsi, en mettant ces activités au centre du programme de réadaptation, ces professionnels respectent la dynamique de la famille. Pour ce faire, ils doivent donc considérer le fonctionnement de la famille, ce qui inclut leurs routines et habitudes de vie significatives.